# Чичерин, Василий Николаевич
Васи́лий Никола́евич Чиче́рин (1754—1825) — русский генерал-лейтенант из рода Чичериных, директор Тульского оружейного завода.

## Биография
Родился в 1754 года в семье санкт-петербургского генерал-полицеймейстера генерал-аншефа Николая Ивановича Чичерина.
В 1761 г. поступил на службу; 14 июля 1788 г., числясь по пехоте, был произведён в чин подполковника и в 1792 г. состоял при соединённой армии. С 1793 г., в чине полковника, командовал Смоленским драгунским полком и считался одним из самых строгих командиров, Приняв с отличием участие в Польском походе 1794 года Чичерин 26 ноября был награждён орденом св. Георгия 4-й степени (№ 1094 по списку Степанова—Григоровича), а 1 января 1795 г. получил этот же орден 3-й степени (№ 117)
Во уважение на усердную службу и отличное мужество, оказанное им 24-го октября при взятии Варшавскаго предместия Праги, где он с пятью эскадронами спешенных драгун под жестоким огнём атаковал батарею, выбил с оной неприятеля и до 800 человек взял в плен.
В 1804 г., в чине генерал-майора, Высочайшим повелением Чичерин был определён директором Тульского оружейного завода. Благодаря энергичной деятельности Василия Николаевича, в 1807—1810 гг. на заводе стали строиться большие каменные здания, были построены: корпус оружейного правления, приёмная палата, механическая мастерская, дом заводской полиции. Потом вся береговая местность завода была выровнена и возвышена насыпью, а правый берег Упы укреплён каменной набережной, причём на всём протяжении набережной поставлена прочная железная решётка на протяжении 250 сажен. Вместо нижней плотины, построен прочный каменный шлюз с тремя воротами для спуска воды; верхняя плотина перестроена была в каменный шлюз с десятью спусками для весенних вод.
При таких значительных постройках на заводе Чичерин должен был ещё усилить оружейное производство: борьба с Наполеоном в 1805 и 1806—1807 гг., и наконец Финляндская война 1808 г., когда Тульский завод должен был беспрерывно доставлять новое оружие, — всё это требовало больших неустанных трудов и энергичной деятельности.
В 1809 г., по представлению генерал-лейтенанта Чичерина, куплены были у обер-егермейстера Д. Л. Нарышкина 350 человек оружейников с его бывших Алексинских заводов и перечислены в Тульские казённые оружейники. При Чичерине с 1806—1808 г., когда серебряный рубль, постепенно возвышаясь, дошёл до 4 рублей ассигнациями, солдатское ружьё обходилось только около 11 рублей ассигнациями, или около 3 рублей серебром, весило 13 ½ фунтов и стреляло пулей на 120 сажен. Впрочем, такое удешевление огнестрельного оружия достигнуто было значительным понижением дневной платы, в ущерб рабочим.
В декабре 1809 г. Чичерин подал прошение об отставке и был уволен от должности. В 1812 г., во время нашествия Наполеона, Василий Николаевич командовал ратниками Московского ополчения.
Скончался Василий Николаевич Чичерин 5 апреля 1825 г. Он был женат на Екатерине, дочери А. М. Салтыкова, и имел двух сыновей: Николая и Александра.